# Martna
Martna è un comune rurale dell'Estonia occidentale, nella contea di Läänemaa. Il centro amministrativo del comune è l'omonima località (in estone küla).

## Località
Oltre al capoluogo, il comune comprende altre 32 località:
Allikotsa, Ehmja, Enivere, Jõesse, Kaare, Kaasiku, Kabeli, Kasari, Keravere, Keskküla, Keskvere, Kesu, Kirna, Kokre, Kurevere, Laiküla, Liivaküla, Männiku, Niinja, Nõmme, Ohtla, Oonga, Putkaste, Rannajõe, Rõude, Soo-otsa, Suure-Lähtru, Tammiku, Tuka, Uusküla, Väike-Lähtru, Vanaküla.